# Judita Habsburška
Judita Habsburška (nemško Guta) je bila žena Venčeslava II. Češkega in od leta 1285 do svoje smrti kraljica Češke in Poljske, * 13. marec 1271, Rheinfelden, vojvodina Švabska, † 21. maj 1297, Praga, Češka.

## Mladost
Judita je bila najmlajša hči nemškega kralja Rudolfa I. in Gertrude Hohenberške. Rodila se je v švabskem mestu Rheinfelden, kjer je njen oče prebival še kot grof, preden je bil leta 1273 izvoljen za nemškega kralja. Ko je imela pet let, je postala predmet očetovih političnih načrtov: 21. oktobra 1276 je kralj Rudolf v avstrijski prestolnici Dunaj sprejel poklon svojega hudega tekmeca, češkega kralja Otokarja II. in sklenitev miru potrdil z Juditino zaroko z Otokarjevim sinom Venčeslavom. Dogovor ni dolgo trajal. Spopad med kraljema je znova izbruhnil in se končal z Otokarjevim porazom in smrtjo v bitki na Moravskem polju leta 1278.
Po Otokarjevi smrti je skrbništvo nad mladoletnim kraljem Venčeslavom II. prevzel brandenburški mejni grof Oton V., ki je deloval kot češki regent. Po sporih z Otokarjevo vdovo Kunigundo Hališko je mejni grof Oton Venčeslava začasno zadržal kot ujetnika na gradu Bezděz in v askanski trdnjavi Spandau v Brandenburgu. V Prago ga je vrnil šele leta 1283. 
Kot del spravnega procesa je bila uradna zaroka med Judito in Vaclavom obnovljena leta 1279 v Jihlavi, vendar sta se zaročenca prvič srečala šele januarja 1285, ko so Přemyslidi in Habsburžani organizirali poročni obred v Chebu (Eger). Nevesta je dobila doto, ki je segala "od vojvodine Avstrije in moravske meje do Donave". Obredu v Chebu je sledila "praznična" poročna noč. Rudolf je Judito, ki je bila še otrok, odpeljal nazaj v Nemčijo. Rudolfu se je zdelo tudi neprimerno, da se je Venčeslavova mati Kunigunda po moževi smrti poročila s češkim plemičem Zavisom Falkensteinskim.

## Kraljica
Čeprav je Kunigunda še isto leto umrla in je Venčeslav II. prisegel zvestobo Rudolfu v zameno za svojo češko dediščino, je bilo njegovo kronanje za kralja Češke odloženo zaradi Juditine odsotnosti. Poleti 1287 je Judita končno zapustila družino v Nemčiji in prišla k svojemu možu na praški dvor. Leto kasneje je Venčeslav prevzel politično oblast. Tako kot kralj Rudolf je tudi Judita sovražila Venčeslavovega očima Zaviša Falkenštajnskega, ki je ob Kunigundi deloval kot regent. Judita je Venčeslava pozvala, naj Zavisa privede pred sodišče. Leta 1290 so ga aretirali in na gradu Hluboká usmrtili.
Po očetovi smrti leta 1291 je Judita poskušala spraviti moža s svojim bratom Albertom, ki se je z grofom Adolfom Nassauskim boril za nemški prestol.
Judita in Venčeslav sta bila končno okronana 2. junija 1297. Judita takrat ni bila najbolj zdrava, saj je pravkar rodila svojega desetega otroka. Umrla je nekaj tednov po kronanju v Pragi, stara šestindvajset let. Večino svojega dvanajstletnega zakona je bila noseča in rodila skoraj vsako leto.
V družinskih kronikah je bila Judita opisana kot lepa, plemenita in krepostna žena. Podprla je moževo zahtevo po Poljskem kraljestvu, kjer je Venčeslav od leta 1291 vladal seniorski provinci Krakov in je zato lahko leta 1296 nasledil kralja Przemisla II. na poljskem prestolu.

## Otroci
Judita in Venčeslav II. sta imela deset otrok:
- Přemisla Otakarja (6. maj 1288 – 19. november 1288)
- Venčeslava III. (6. oktober 1289 – 4. avgust 1306), kralja Češke, Ogrske in Poljske
- Nežo  (6. oktober 1289 – po 1292 in pred  1306), Venčeslavovo dvojčico, zaročeno z Rupertom Nassauskim, sinom kralja Adolfa Nassauskega
- Ano (10. oktober 1290 – 3. september 1313), poročeno leta 1306 z vojvodom Henrikom Koroškim
- Elizabeto (20 januar 1292 – 28. september 1330), poročeno leta 1310 z Ivanom I. Češkim
- Judito (3. marec 1293 – 3. avgust 1294)
- Ivana (26. februar 1294 – 1. marec 1295)
- Ivana (21. februar 1295 – 6. december 1296)
- Margareto (21. februar 1296 – 8. april 1322), poročeno z vroclavskim vojvodom Boleslavom III. Plemenitim
- Judito (rojena in umrla 21. maja 1297)

Od desetih otrok so odrasli samo štirje.

## Družinska zapuščina
Venčeslav III. in za njim Ana in Elizabeta so nasledili svojega očeta na ćeškem prestolu. Elizabeta je bila mati svetega rimskega cesarja Karla IV. Luksemburškega in stara mati njegovega sina, svetega rimskega cesarja Sigismunda Luksemburškega.
Judita je bila tudi prednica Ane Danske, poročene z Jakobom I. Angleškim. Med Aninimi otroki sta bila tudi Karel I. Angleški in Elizabeta Češka.